# Björkö-Arholma landskommun
Björkö-Arholma landskommun var en tidigare kommun i Stockholms län. 

## Administrativ historik
Denna kommun bildades 1917 genom en utbrytning ur Vätö landskommun i Bro och Vätö skeppslag i Uppland.  Björkö-Arholma var egen kommun till kommunreformen 1952, då den gick upp i Väddö landskommun. Sedan 1971 ingår området i Norrtälje kommun.